# Karo und der Liebe Gott
Der Kinderfilm Karo und der Liebe Gott hatte am 2. November 2006 in Österreich Premiere. Regie führte die österreichische Regisseurin Danielle Proskar und produziert wurde der Film von Mini Film. Der Film behandelt Themen wie Scheidung, Alleinsein, Glaube und Neubeginn.
In den Hauptrollen sind Branko Samarovski, Petra Morzé und Markus Meyer zu sehen, die alle Ensemblemitglieder des Burgtheaters sind. Die Rolle der Karo wurde mittels eines Castings an die junge Grazerin Resi Reiner vergeben.

## Inhalt
Am Tag von Karos Erstkommunion fliegen die Eheprobleme ihrer Eltern auf. Die darauf folgende Trennung trifft sie mitten ins Herz. Via Walkie Talkie beklagt sich Karo beim Lieben Gott über ihre verzweifelte Situation. Eine unwirsche Stimme antwortet, gibt sich schließlich als Gott aus und liefert unfreiwillig auch noch den Beweis dafür. Als Karo den dahinter steckenden Mann zu Gesicht bekommt, befallen sie Zweifel. Das Ziel vor Augen, ihre Eltern zu versöhnen, zwingt sie den Mann in seine göttliche Rolle und damit ihr zu helfen. Die von Karo und Gott inszenierten Versuche, die elterliche Ehe zu retten, lösen ein Wechselbad der Gefühle aus.
Am Ende ist Karo an ihrem verpassten Ziel gewachsen und hat für ihr Leben nicht nur neue Freunde gefunden, sondern auch eine neue Perspektive.

## Produktion
Gedreht wurde in Wien, Niederösterreich und der Steiermark. Der Film ist mit der finanziellen Unterstützung des Österreichischen Filminstitutes, des Wiener Filmfonds, der Niederösterreichischen Kulturförderung und der Cinestyria-Filmförderung entstanden. Die Orgel in der Mariahilfer Kirche spielt Organist Martin Nowak.

## Altersfreigabe und Empfehlung
Von der Jugendmedienkommission wurde der Film „uneingeschränkt“ freigegeben und mit „sehr empfehlenswert als Familienfilm ab dem 8. Lebensjahr“ bewertet.

## Preise
- Filmfestival Rimouski, Kanada: Prix CIFEJ-Preis und Prix Camério für das beste Drehbuch
- 33. Internationales Filmwochenende Würzburg: Preis für den besten Kinderfilm
- 25. Augsburger Kinderfilmfest: 1. Preis der Kinderjury und 1. Preis der Erwachsenenjury